# Arthroschista tricoloralis
Arthroschista tricoloralis là một loài bướm đêm trong họ Crambidae.